# 三氮烯
三氮烯（英語：Triazene），是一种不饱和无机化合物，化学式为N3H3。其结构中含有一个双键，是继二氮烯之后的第二种简单氮烯。

## 制备
三氮烯可以由肼受脉冲辐射分解得到：
{\displaystyle \mathrm {2\ N_{2}H_{4}\longrightarrow N_{4}H_{6}\longrightarrow NH_{3}+N_{3}H_{3}} }
用电子束激发固态NH3或者固态NH3-N2混合物使其升华，在升华气相产物中可以检测到三氮烯以及其同分异构体三亚胺（HNHNNH）的存在。

## 性质
三氮烯是一种不稳定的化合物，容易分解成氨和氮气。室温下在水中分解半衰期约在0.01s（酸性环境）至100s（弱碱环境）之间。三氮烯含有N=N双键，使得其存在顺反异构体。根据计算，三氮烯以反式三氮烯的形式存在，因为在热力学上，反式三氮烯的能量比顺式三氮烯低几kJ/mol，但反式三氮烯的分解涉及异构化变成顺式三氮烯中间体的过程。

## 衍生物
含有R1−N=N−NR2R3官能团结构的化合物被称为三氮烯类化合物，这类化合物在一些抗癌药物和染料有相关运用。